# Мамаев, Михаил Алексеевич
Михаи́л Алексе́евич Мама́ев (род. 13 февраля 1966, Москва) — советский и российский актёр театра и кино, телеведущий.

## Биография
Родился 13 февраля 1966 года в Москве. Его отец был военным (уволился из армии в звании генерал-майора), а мать — служащей. Несколько дошкольных лет провёл в интернате для детей военнослужащих под Красногорском. Впоследствии жил с родителями на Дальнем Востоке, на Камчатке, в Сибири.
В детстве занимался в разных спортивных секциях, в литературном кружке и театральной студии. В школьные годы начал сотрудничать с центральными газетами «Пионерская правда», «Комсомольская правда», «Красная звезда», «Правда», «Известия», «Советский спорт», специализируясь на проблемах школьной жизни и спорте.
По окончании школы поступил в МГИМО на факультет международной журналистики. Во время учёбы печатался в журналах «Юность», «Смена», «Советский воин», поэтических альманахах «Поэзия», «Истоки», регулярно выступал со стихами на Всесоюзном радио, занимался в литературной студии при ЦК ВЛКСМ и Московской писательской организации. В летние студенческие каникулы Мамаев работал по специальности в «глубинке», например, в Архангельской области, на архангельском Гостелерадио, и в Красноярском крае, стажёром в корпункте АПН. Дипломную практику проходил в латиноамериканском отделе АПН, специализировался на Центральной Америке и Кубе, освещал события в тогдашних «горячих» точках — Никарагуа, Гондурасе, Сальвадоре, Гватемале. В 1988 году, после окончания МГИМО, отказался от распределения в корпункт АПН в одной из этих стран, чтобы остаться в Москве и устроиться на работу в международный отдел журнала «Огонёк», популярного во времена перестройки.
В 1988 году познакомился с режиссёром-постановщиком Светланой Дружининой, которая пригласила его на одну из главных ролей в новом фильме о гардемаринах.
После удачного дебюта в кино Мамаев продолжил заниматься журналистикой, идя по стопам своего руководителя в «Огоньке» Артёма Боровика, интересовался военными конфликтами в Афганистане, Пакистане, Ираке, Грузии и Абхазии. Впоследствии занимался бизнесом.
Незадолго до мирового финансового кризиса конца 1990-х годов ушёл из журналистики и бизнеса и поступил в ГИТИС на актёрский факультет и за два года закончил его с отличием. Сам Мамаев так описывал этот период: «В какой-то момент актёрская профессия меня спасла. Для меня всегда было очень важно заниматься общественно полезным делом, помогать людям. Я был до мозга костей советским, заниматься бизнесом сначала мне было трудно — во времена моего детства это называлось спекуляцией. Сам факт, что что-то где-то покупаю дешевле, чем продаю, с точки зрения дворовой правды мальчишек из советских военных городков и гарнизонов, казался подлостью — мы просто делились друг с другом, когда такая возможность была».
После окончания ГИТИСа один сезон отработал в Театре имени Ермоловой, а потом около пяти лет в различных театральных антрепризах. Наиболее заметные работы того периода — спектакли «Императрица», «Лев зимой», «Романтическая комедия».
С 2001 года снимается в кино и сериалах: «Сокровища мёртвых», главные роли в сериалах «Шахматист», «Волчица», «Студенты-2», «Дар Божий», «Откройте, милиция!», «Чемпион», «Месть» и «Золотой запас».
Принимал участие во многих популярных телевизионных программах: «Фактор страха», «Большие гонки», «Король ринга», «Танцы со звёздами». Некоторое время вёл программу «Папа, мама, я — спортивная семья».
С 17 октября 2015 года по 31 мая 2020 года вёл программу «Теория заговора» на Первом канале.

## Факты
- В художественном фильме «Виват, гардемарины!», впервые появляясь на экране, князь Оленев-младший в исполнении Мамаева читает поэтический отрывок. Стихи собственного сочинения, написанные примерно за год до этого, Мамаев прочёл во время проб, стихи понравились режиссёру и попали в фильм.
- Во время съёмок фильма «Виват, гардемарины!» у Михаила Мамаева возникли проблемы с фехтованием. По утверждению постановщика фехтовальных боёв Владимира Балона, ему попался всего один актёр, которому противопоказано фехтовать.[3] В одном из интервью Балон вспоминал об этом: «Был случай, когда Света Дружинина попросила научить драться Мишу Мамаева. Начав с ним работать, я понял: это бессмысленно! Мамаев — дуб, из которого паркет уже не сделаешь. Попытался однажды дать ему в руки шпагу, но, оказалось, что у Мамаева полностью отсутствует самоконтроль. Пришлось заменить оружие на палку.»[4] По этой причине героя Мамаева в сцене боя с людьми де Брильи на мельнице вооружили не шпагой, а деревянной лопатой для разгрузки зерна, напоминающей весло.[5][4]
- В процессе съёмок сериала «Сокровища мёртвых» Мамаев был привлечён продюсерами ещё и как автор диалогов, а потом и как сценарист, в результате чего сценарий был существенно переработан, многие сцены пересняты или отправлены в корзину, родился новый финал. Как сценарист, в титрах не указан.
- В 2007 году актёр принял участие в съёмках клипа певицы Жасмин на песню Дежавю.
- В 2024 году стал доверенным лицом кандидата в президенты России Владимира Путина[6][7][8].

## Фильмография
- 1988 — Шут — приятель «Коки», фарцовщик
- 1990 — Короткая игра — Стокк, подручный Теплова
- 1991 — Караван смерти — сержант Гаглидзе
- 1991 — Виват, гардемарины! — Никита Оленев
- 1992 — Гардемарины III — Никита Оленев
- 1992 — Уик-энд с убийцей — капитан Варламов
- 1994 — Весёленькая поездка — Ахмет
- 1995 — Воровка — главарь банды
- 1995 — Дом — Пётр Чацкий
- 1996 — Маркиз де Сад — повстанец
- 1996 — Sex-вампир в России — главная роль
- 2001 — Воровка
- 2001 — Тайны дворцовых переворотов. Фильм 3. Я — император — Александр Бутурлин
- 2001 — Тайны дворцовых переворотов. Фильм 4. Падение Голиафа — Александр Бутурлин
- 2002 — Любовь императора — наследник
- 2003 — Тайны дворцовых переворотов. Фильм 5. Вторая невеста императора — Александр Бутурлин
- 2003 — Тайны дворцовых переворотов. Фильм 6. Смерть юного императора — Александр Бутурлин
- 2003 — Сокровища мёртвых — Сергей
- 2004 — 2007 — Бальзаковский возраст, или Все мужики сво — Арнольд, любовник Сони, сын миллионера
- 2004 — Шахматист — Павел — «Шахматист»
- 2005 — 2006 — Студенты — Андрей Веригин
- 2005 — 2006 — Волчица — Андрей Морозов
- 2006 — Девочка с севера
- 2007 — В ожидании чуда — руководитель отдела по созданию спортивной одежды
- 2007 — Атлантида — Пётр, муж Натальи
- 2007 — Кризис Веры
- 2008 — Откройте, милиция!
- 2008 — Чемпион — Сергей Ломов
- 2008 — Дар Божий — Лев Вороновский
- 2009 — Город соблазнов — Николай Евгеньевич, оператор
- 2009 — Красный лотос — Антон Данилов, следователь московской прокуратуры
- 2009 — Однажды будет любовь — Михаил Калинин, брат Николая Калинина
- 2009 — Окна — Виктор
- 2010 — Месть — Родион Сидорский
- 2010 — Ошибка следствия — Андрей Шилин
- 2012 — Холостяк — интерполовец 1
- 2012 — Золотой запас — Сергей Бронников
- 2012 — Любовь не делится на два — Глеб Дорохов
- 2013 — Муж счастливой женщины
- 2014 — Высокая кухня — Назаров
- 2020 — Гардемарины 1787. Мир — Никита Оленев
- 2023 — Гардемарины 1787. Война — Никита Оленев